# Орех грецкий
Оре́х гре́цкий (лат. Júglans régia) — вид деревьев рода Орех семейства Ореховые (Juglandaceae). Известная издревле ценная плодовая культура.
Старые русские названия растения — волошский орех, царский орех, греческий орех.

## Ботаническое описание

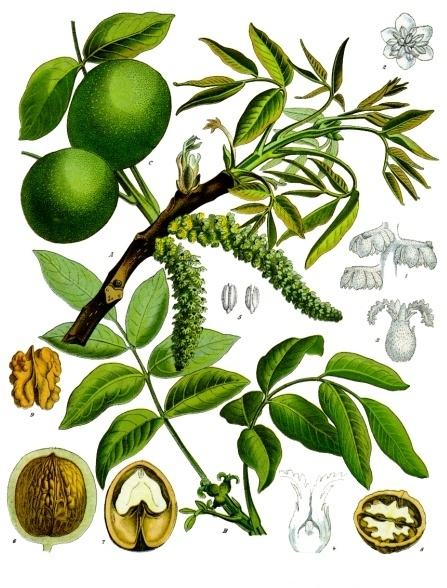

Крупное дерево до 25 м высотой. Толстый ствол покрыт серой корой, ветви образуют обширную крону диаметром около 20 м.
Очерёдные листья сложные, непарноперистые, состоящие из двух или пяти пар удлинённо-яйцевидных листочков; они бывают от 40 до 70 мм длиной, распускаются одновременно с цветками.
Цветки раздельнополые, мелкие, зеленоватые, растения однодомные. Тычиночные цветки состоят из шестилопастного околоцветника и 12—18 тычинок, собраны висячими серёжками; пестичные цветки сидячие, расположены на верхушке однолетних ветвей, одиночно или группами по два-три, имеют двойной околоцветник, сросшийся с завязью. Орех грецкий относится к ветроопыляемым растениям.
Плоды — псевдомономерные костянковидные орехи. Околоплодник состоит из кожистого экзокарпия, покрывающего волокнистый мезокарпий и одревесневший эндокарпий, представляющий собой крепкую яйцевидную или шаровидную косточку с двумя-пятью неполными перегородками; при наступлении зрелости кожура плода, высыхая, лопается на две части и сама собой отделяется, косточка сама собой не раскрывается. Внутри деревянистой скорлупы заключено съедобное семя.
Цветёт обычно в мае одновременно с распусканием листьев. Изредка повторно цветёт в июне. Плоды созревают в сентябре-октябре, сильно различаются по размерам, форме, вкусу, твёрдости скорлупы, развитости перегородок, химическому составу и другим показателям. Вес одного ореха — 5—17 г, на ядро приходится 40—58 %.
Возобновляется семенным и вегетативным путём. В первый же год жизни сеянцы образуют мощный стержневой корень, достигающий к пяти годам 1,5 м, а к 20 годам — 3,5 м. С трёх-пяти лет развиваются горизонтальные корни, большая часть их располагается на глубине 20—50 см. Отлично возобновляется пнёвой порослью, порослевые растения растут быстрее, чем сеянцы. Растения семенного происхождения образуют единичные мужские соцветия с семи-восьми лет, начинают плодоносить с 10—12 лет. Полное плодоношение наступает лишь с 30—40 лет. Порослевые растения образуют первые плоды на второй год жизни, а с 10—12 лет дают уже значительный урожай. В благоприятных условиях отдельные деревья живут до 300—400 лет, сохраняя способность плодоносить.

### Химический состав
В листьях содержатся хиноны (нафтохинон юглон, α-гидроюглон, β-гидроюглон), флавоноиды (гиперозид, 3-арабинозид кверцетина, 3-арабинозид кемпферола), витамин B, аскорбиновая кислота (4—5 %), дубильные вещества (3—4 %), эллаговая и галусовая кислоты, кофейная кислота (0,1 %), каротиноиды, в составе которых обнаружен β-каротин (12 мг на 100 г), виолаксантин, флавоксантин, криптоксантин, эфирное масло (до 0,03 %).
Зелёный околоплодник содержит α- и β-гидроюглоны, аскорбиновую кислоту (до 3 %), дубильные вещества.
Незрелые плоды богаты аскорбиновой кислотой (до 10 %). Ядра плодов содержат жирное масло (до 60—76 %), белковые вещества (до 21 %), углеводы (до 7 %), провитамин А, витамины К и Р, аминокислоты (аспарагин, цистин, глутамин, серин, гистидин, валин, фенилаланин). Жирное масло состоит из глицеридов линолевой, олеиновой, стеариновой, пальмитиновой и линоленовой кислот.

Кора
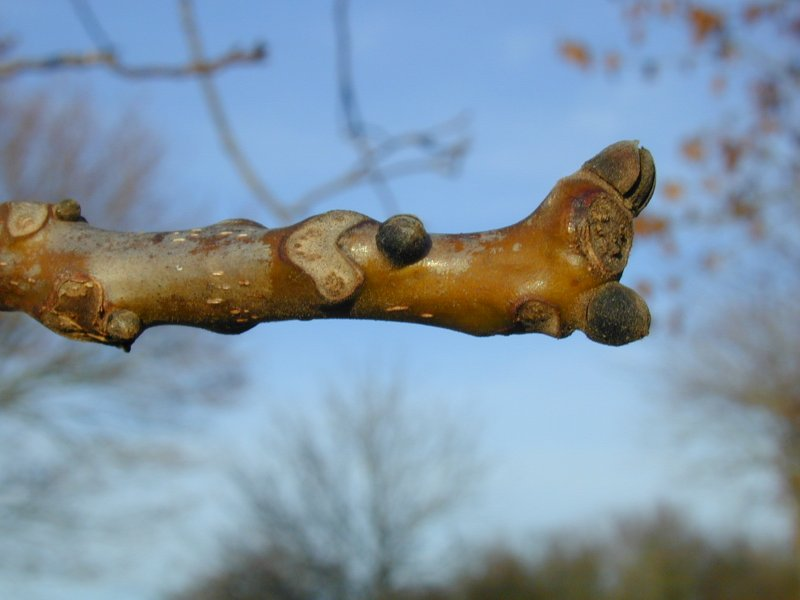
Почки
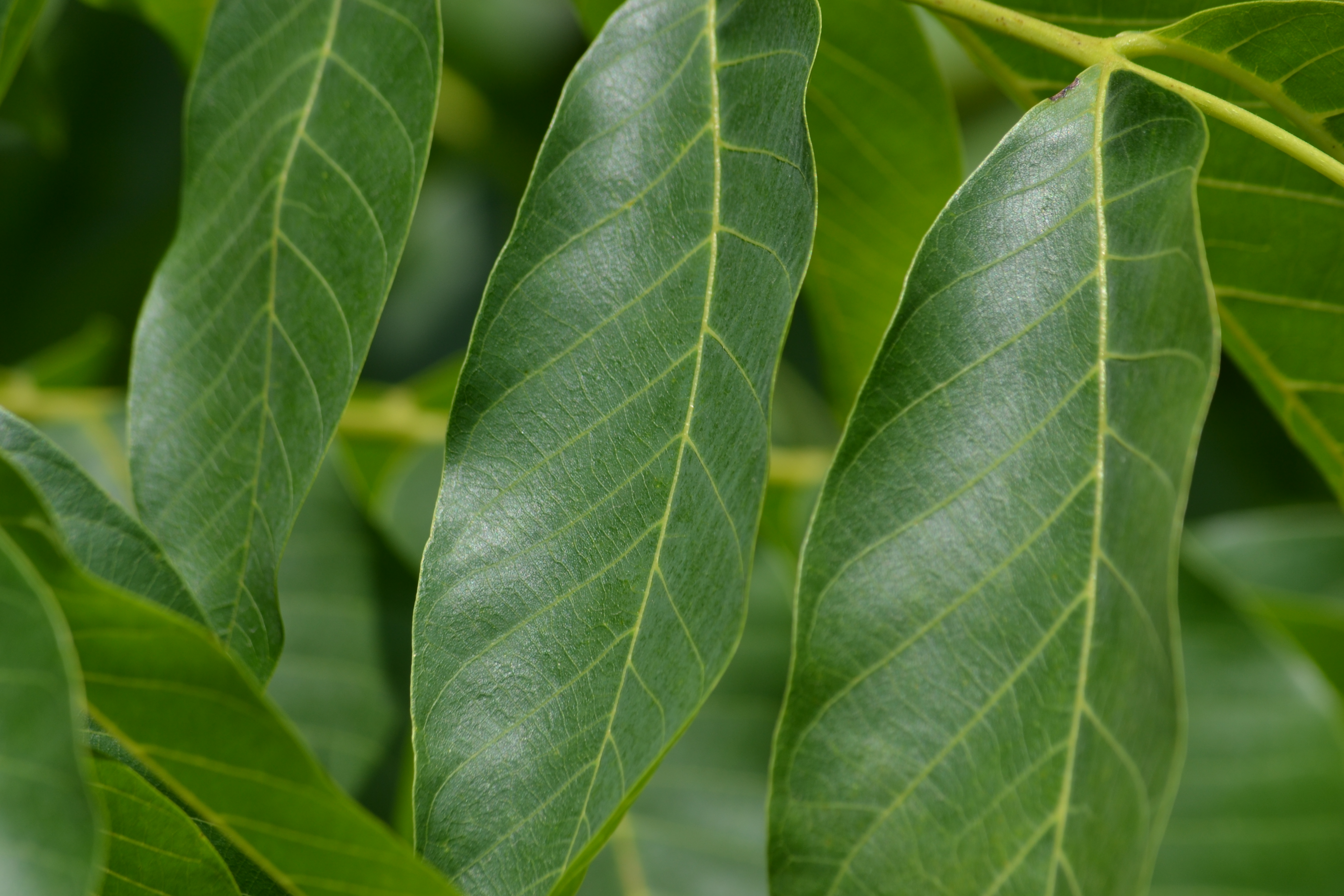
Листья
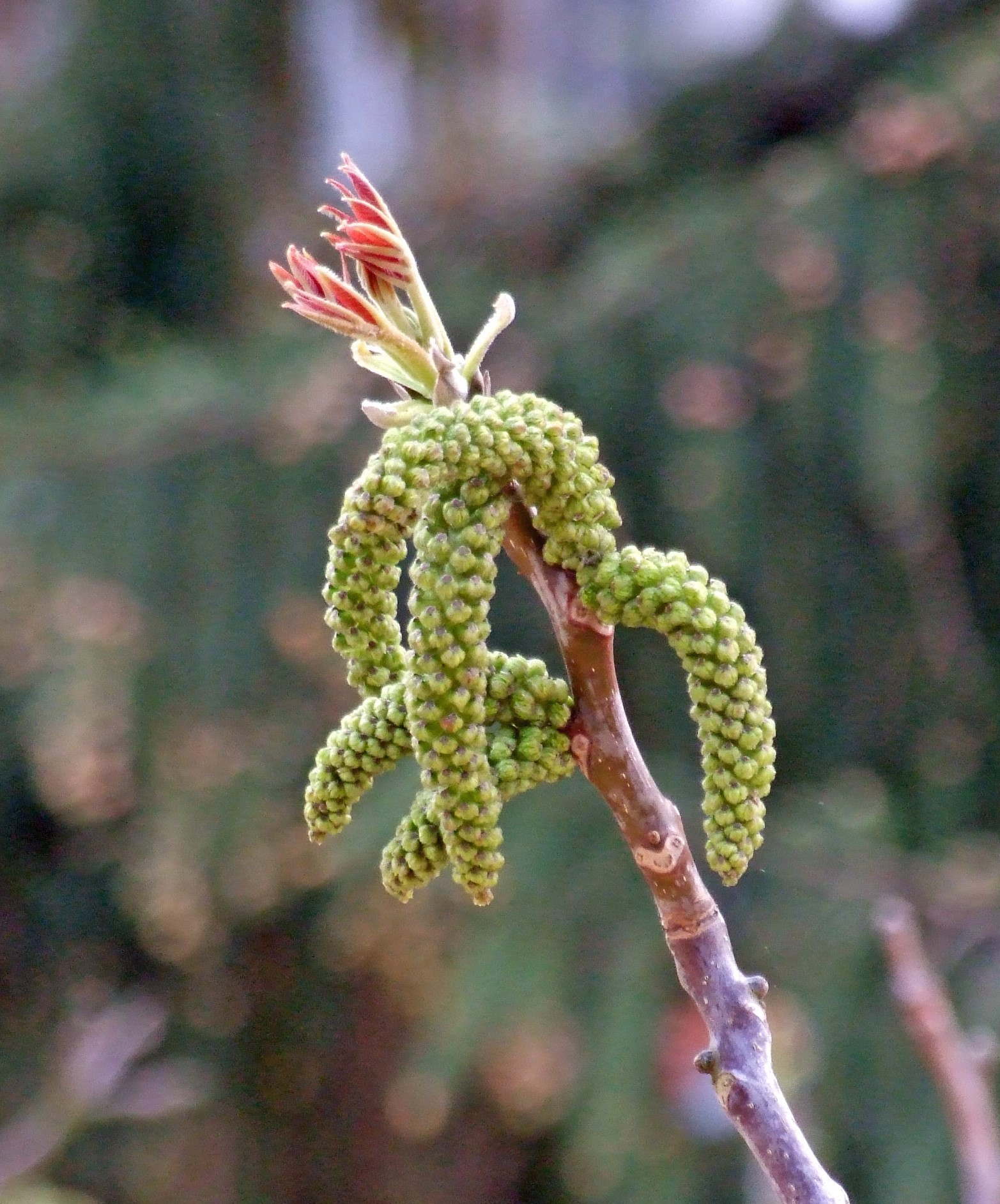
Тычиночные цветки
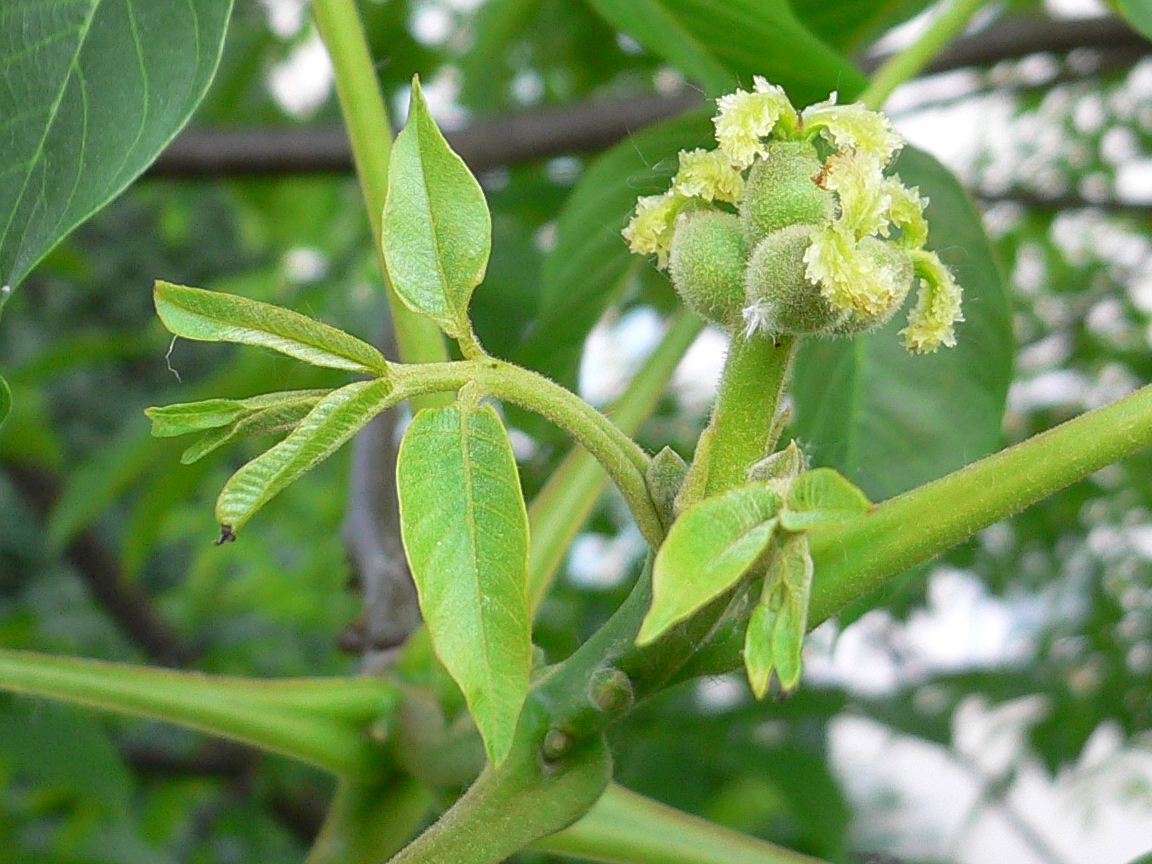
Пестичные цветки
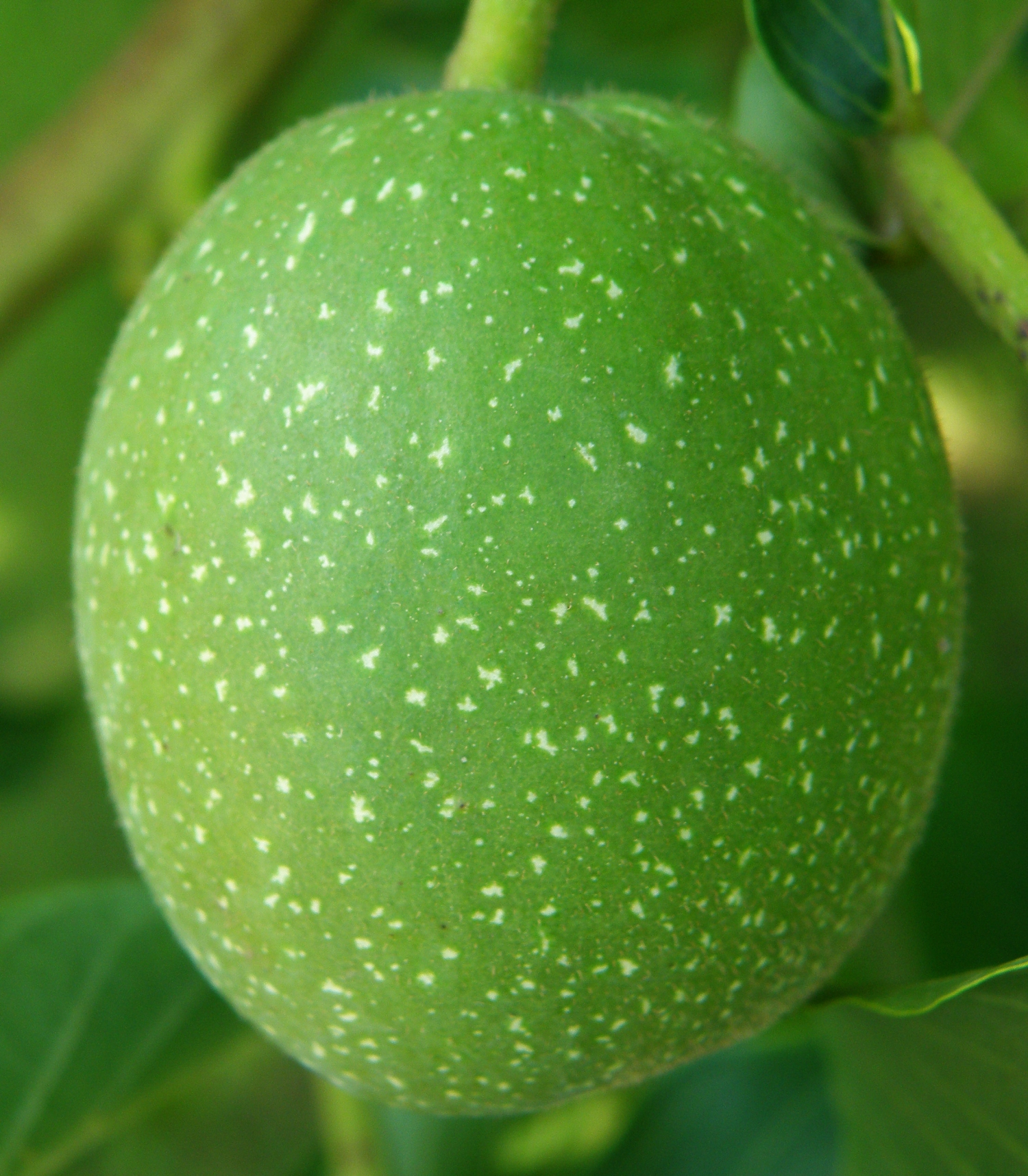
Незрелый плод
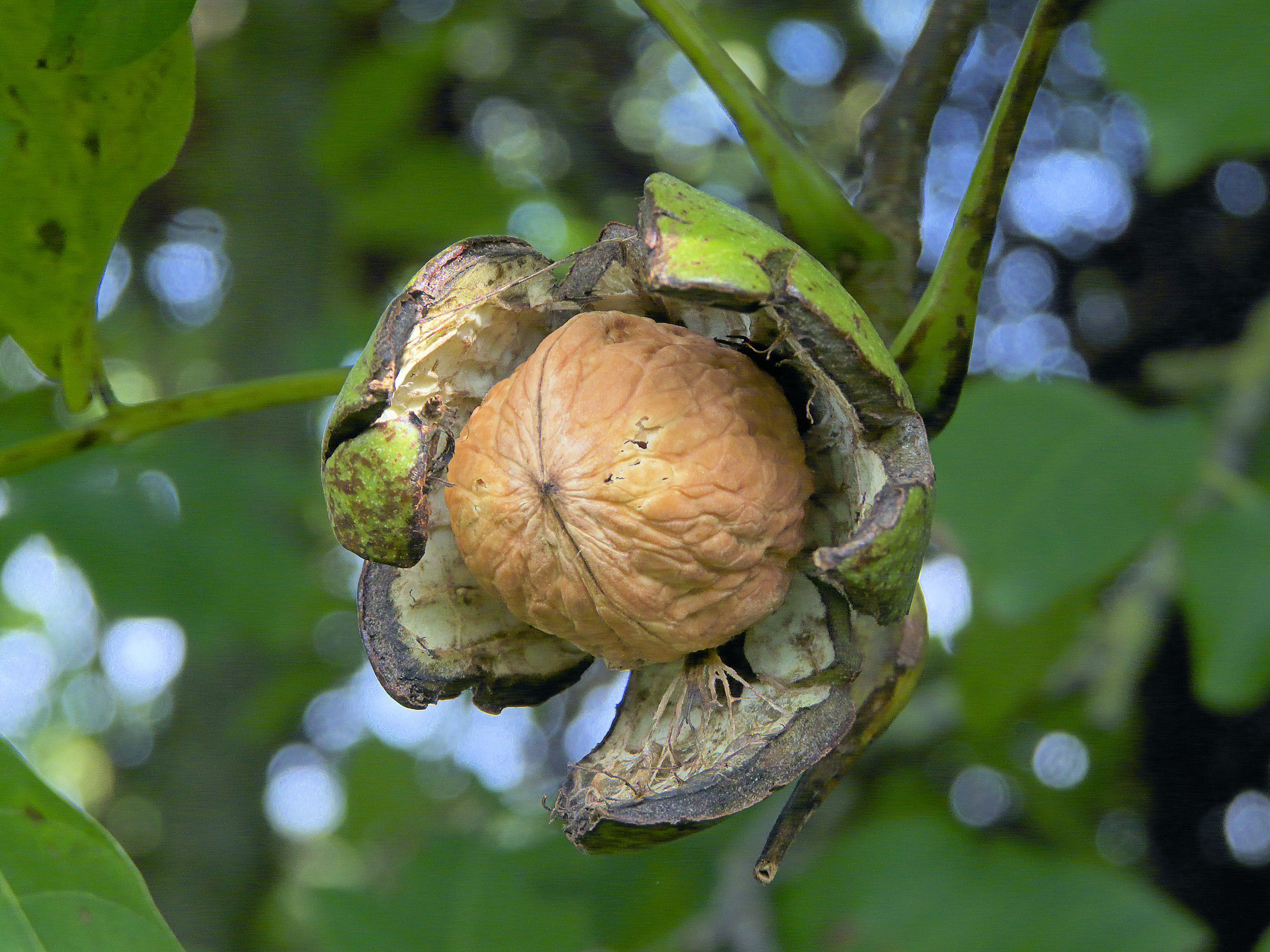
Зрелый раскрывшийся плод
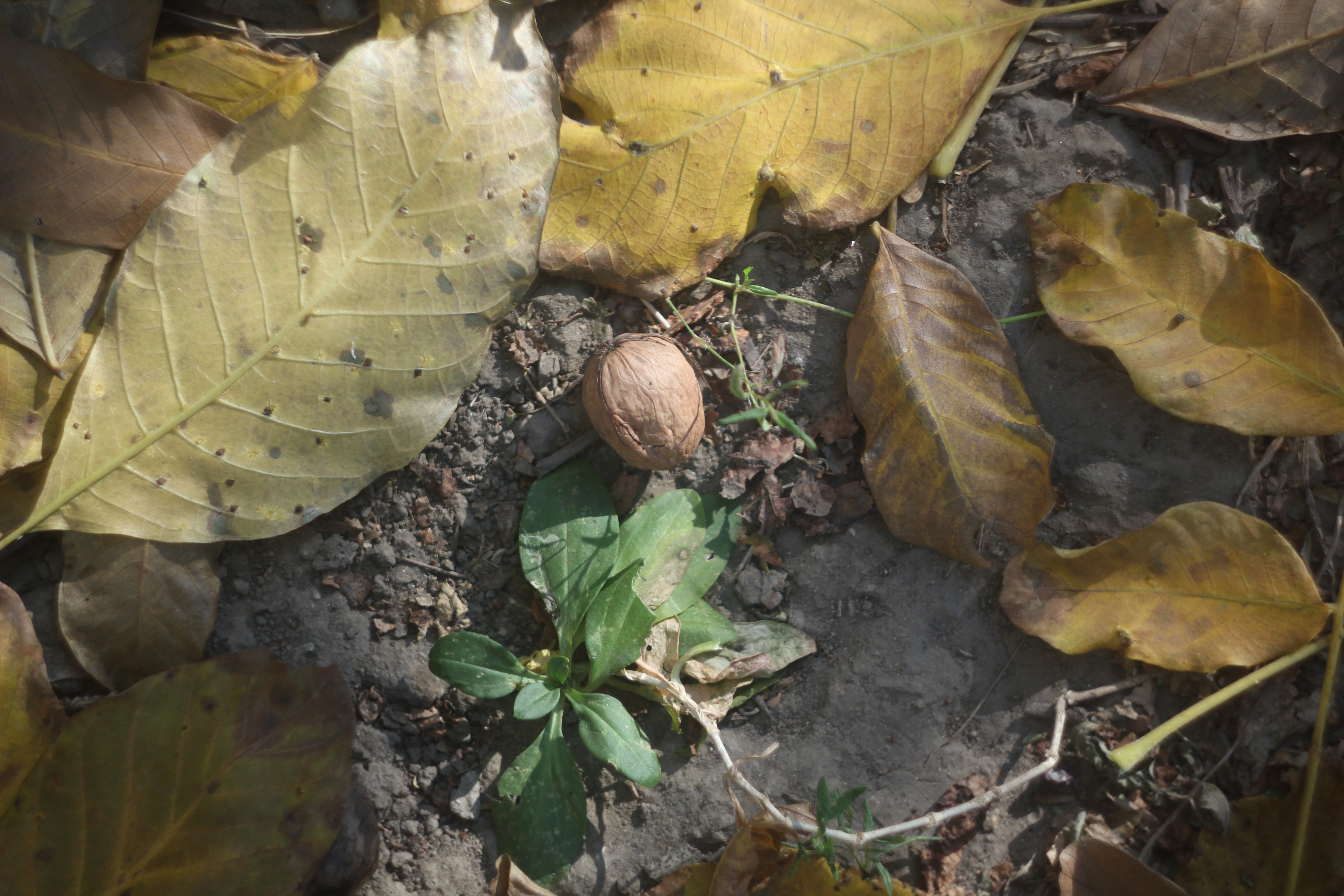
Грецкий орех на земле

## Распространение и среда обитания

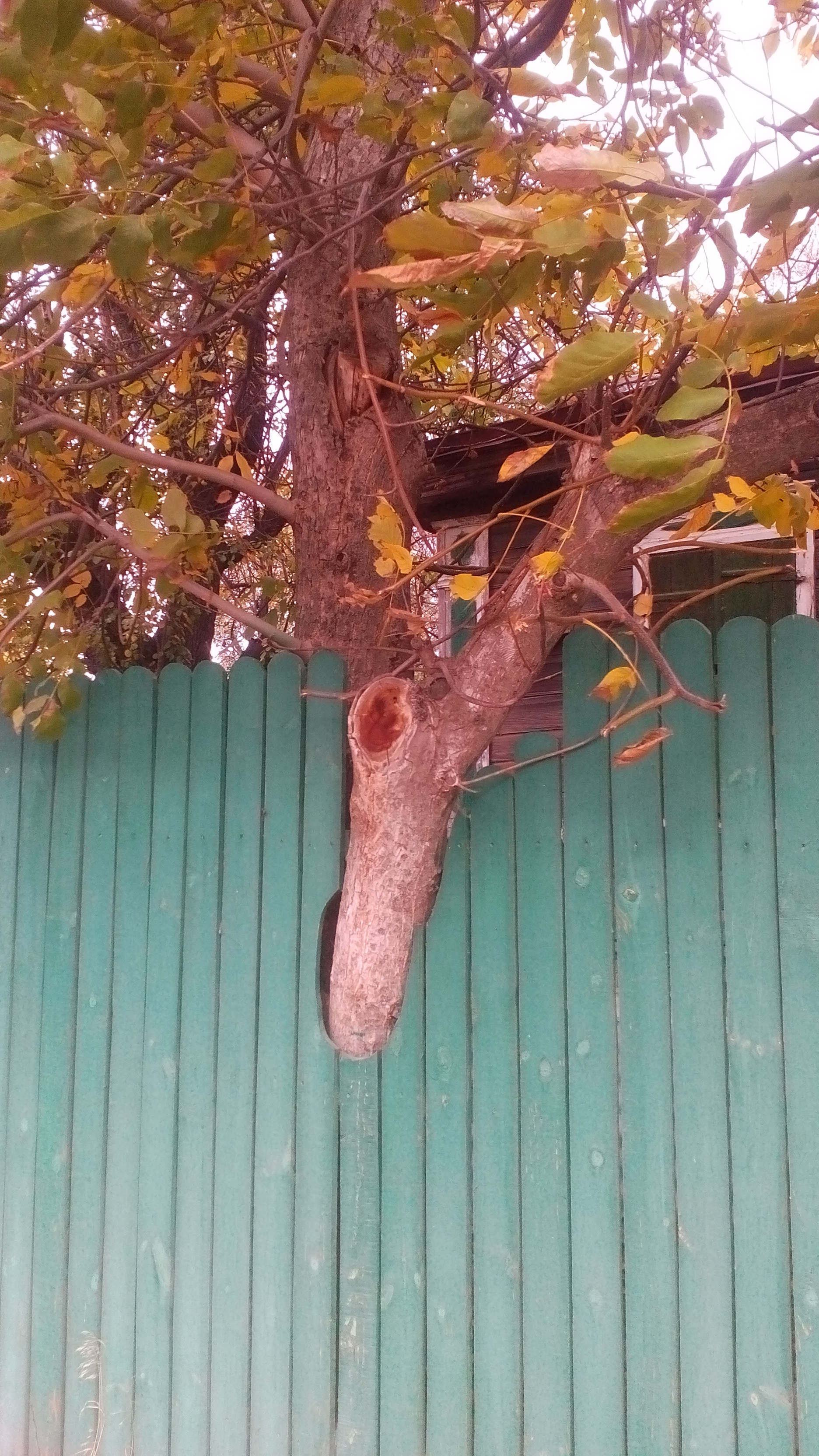
Дерево в Ростовской области

Основной ареал грецкого ореха — Центральная Азия, Узбекистан, Кыргызстан, Таджикистан, Туркменистан, Афганистан. В диком состоянии грецкий орех растёт в Закавказье, особенно в западной части, а также в Талышских горах. Грецкий орех растёт в северном Китае, в северной Индии, на Тянь-Шане, в Иране, в Малой Азии, на Балканах, на Украине, в Молдове, в южной части России и в Греции. В Западной Европе он считается одичалым, но разводится ещё до широты 56° с. ш., а по сведениям Шюбелера, в Норвегии и в Швеции даже до 59°. Самым северным деревом Шюбелер считал дерево, находившееся в норвежском городке Фёрзунде, под 63°35′ с. ш. Всё это были отдельные экземпляры, за которыми тщательно ухаживали.
На карте генетического расстояния Нея одна линия грецкого ореха направлена из Узбекистана в Европу через Иран и Турцию, а вторая линия — из Пакистана напрямую в Грузию, минуя Среднюю Азию и Иран. На Балканском полуострове и в Италии произошла гибридизация завезённых по древним торговым путям орехов предположительно с менее плодовитыми аборигенными популяциями. Грецкий орех входит в состав колхидских лесов, образованных лапиной ясенелистной.
Наибольшие площади реликтовых лесов грецкого ореха (свыше 25 тыс. га), по сведениям на 1976 год, сохранились в южном Кыргызстане на склонах Ферганского и Чаткальского хребтов, на высоте 1100—2000 м над уровнем моря (по поймам мелких рек на северных склонах — до 800 м). В Джалал-Абадской области Кыргызстана растут реликтовые ореховые леса (местности Арстанбап, Кызыл-Ункур, Кок-Жангак).
Островки реликтовых рощ грецкого ореха сохранились в горах на юго-западе Туркменистана (ущелья Айдере, Пордере, Хозлы, Караялчи).
Грецкий орех произрастает на мощных, богатых гумусом почвах, развитых на лёссе, умеренно влажных, с хорошей аэрацией. Благодаря хорошо развитой корневой системе, идущей в глубину до 4 м и в стороны до 20 м, орех использует огромный объём почвы, что позволяет ему переносить отдельные засушливые периоды.
Не выдерживает больших морозов, при температуре −25…−28 °C вымерзает. В Санкт-Петербурге грецкий орех не вымерзает полностью, и адаптировавшиеся экземпляры успешно плодоносят. Его разводят с целью получить зрелые плоды, что случается не ежегодно, примерно до 52° с. ш. на Украине, но восточнее Харькова эта граница смещается к югу. Также, грецкий орех произрастает в домашних угодьях Курской, Воронежской и Белгородской областей России, откуда случайным образом может быть перенесен в дикие условия, благоприятные в силу мощного чернозёмного слоя юга Центральной России.
Издавна грецкий орех широко культивируется, но требует тщательного ухода в средних широтах. На южных широтах (южнее 50° с. ш.) способен к самостоятельному и обширному распространению в форме рощ.

## Хозяйственное значение и применение
Культура грецкого ореха началась с древнейших времён, и он дал множество разновидностей; разнообразие замечается в числе листочков перистых листьев, которые иногда бывают даже цельными, в направлении ветвей, в степени хрупкости деревянистой части плода и пр.
Семена (ядра, «орехи»), обладающие замечательным вкусом и высокой питательностью и повсюду в изобилии употребляемые в пищу в натуральном виде, идут на приготовление различных блюд, халвы, конфет, тортов, пирожных и других сладостей. Особой популярностью орех пользуется на Кавказе, где он издавна считался священным деревом. На Кавказе существует множество рецептов употребления плодов грецкого ореха.

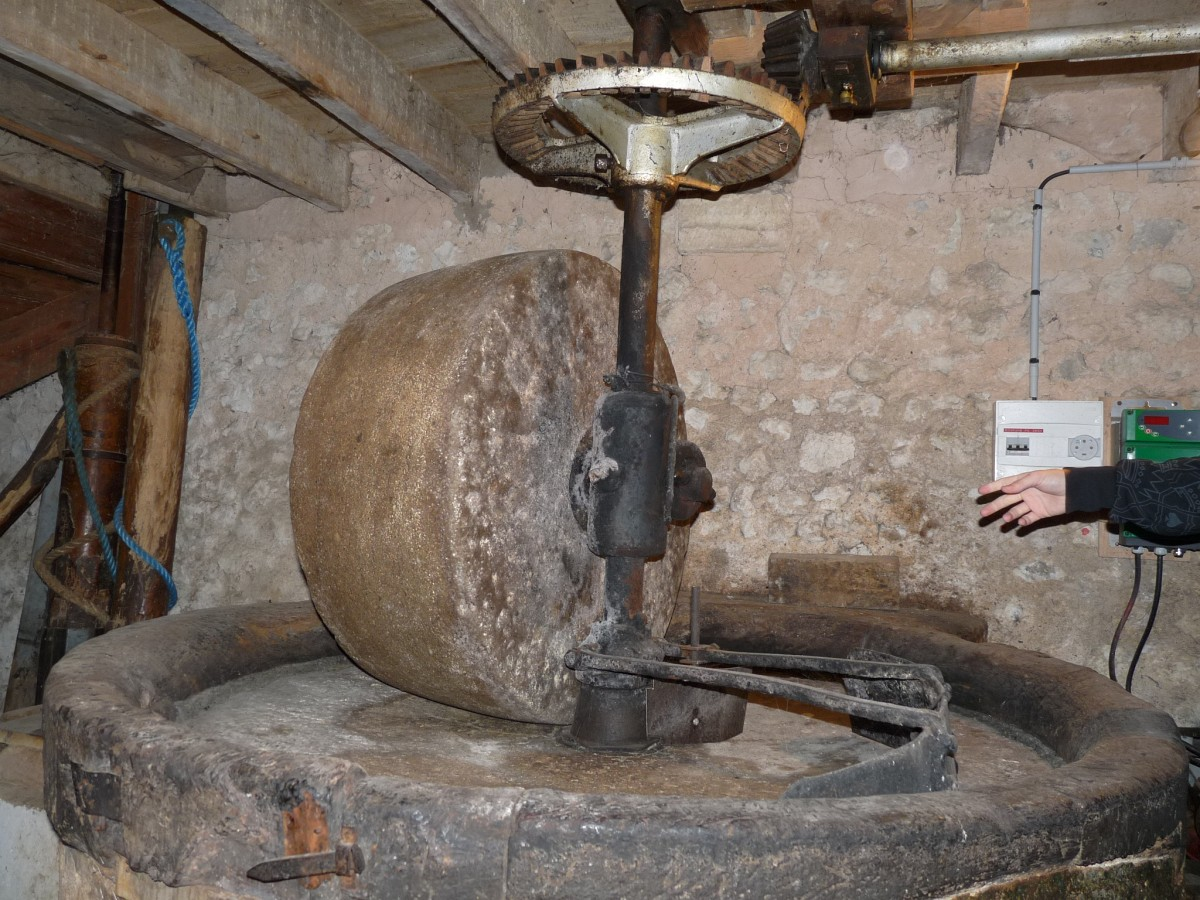
Старинный пресс для отжима орехового масла. Франция

Масло из грецких орехов, относящееся к группе высыхающих, употребляют в пищу, используют при изготовлении лаков для живописи, особой туши, мыла и т. д..
После отжимания масла остаётся жмых, содержащий более 40 % белковых веществ и около 10 % жира; это ценный пищевой продукт и прекрасный корм для домашних животных, особенно птиц.
Ядро грецкого ореха содержит (в %): жиров 45—77, белков 8—21; витамин B1, провитамин А.
Срок хранения орехов — не более года, очищенных — не более шести месяцев при соблюдении условий хранения.
Листья издавна применялись как ранозаживляющее и витаминное средство. Отвары и настои листьев и околоплодников в народной медицине применяют при желудочных и гинекологических заболеваниях, болезнях почек и мочевого пузыря, стоматитах и ангинах, а также пьют как улучшающее обмен веществ и общеукрепляющее средство при авитаминозах, истощении, атеросклерозе. Листья содержат горькие и ароматические вещества, испарения которых причиняют некоторым людям головную боль. Они употребляются в Закавказье для одурения рыбы (форели) в горных речках.
В южных районах грецкий орех широко культивируют как декоративное растение.
Незрелые плоды используют для изготовления витаминных концентратов и витаминизированных продуктов (варенье). Незрелые плоды высокопитательны, обладают приятным вкусом и используются для диетического питания и приготовления кондитерских изделий. Однако, для производства витаминных препаратов целесообразнее использовать не сами плоды, имеющие большую пищевую ценность, а околоплодники (после извлечения орехов), а также листья, в которых содержание витамина С достигает 4.500 мг на 100 г.
Порошок из околоплодников считался кровоостанавливающим средством, им присыпали язвы и раны. Из околоплодников делали препарат «Юглон» для лечения туберкулёза кожи. Ядра орехов рекомендуют для восстановительного питания после болезней и для улучшения пищеварения. Свежее масло из них способствует заживлению язв и поражений кожи. Его используют для лечения конъюнктивитов и воспаления среднего уха, а раньше назначали как слабительное и противоглистное средство.
Кожура орехов содержит много дубильных веществ. Околоплодники можно использовать для дубления кожи. Листья, кору и околоплодники употребляли для окраски тканей, шерсти, ковров, а также волос.
Есть удачные опыты утилизации скорлупы в производстве линолеума, толя, шлифовальных камней. Известен опыт использования толчёной скорлупы грецких орехов как составной части тормозных материалов, устойчивых к истиранию при высоких температурах.
Основными производителями грецкого ореха являются Китай, США и Турция. Из республик бывшего Советского Союза значительное количество ореха выращивают на Украине и в Молдове, при этом в структуре экспорта Молдовы орех занимает 4-е место — после вина, текстиля и пшеницы. Ещё в XVIII веке Дмитрий Кантемир упоминал орех в числе главных богатств страны. До наших дней в молдавских сёлах сохранился идущий из глубокой старины обычай сажать орех, когда в семье рождается ребёнок.
| Производство грецких орехов в тыс. тонн | Производство грецких орехов в тыс. тонн |
| --------------------------------------- | --------------------------------------- |
| 1965                                    | 533                                     |
| 1970                                    | 654                                     |
| 1975                                    | 733                                     |
| 1980                                    | 795                                     |
| 1985                                    | 836                                     |
| 1990                                    | 890                                     |
| 1995                                    | 1068                                    |
| 2000                                    | 1292                                    |
| 2005                                    | 1747                                    |
| 2006                                    | 1691                                    |
| 2007                                    | 1929                                    |
| 2008                                    | 2125                                    |
| 2009                                    | 2282                                    |

| Ведущие мировые производители грецких орехов в тысячах тонн | Ведущие мировые производители грецких орехов в тысячах тонн | Ведущие мировые производители грецких орехов в тысячах тонн | Ведущие мировые производители грецких орехов в тысячах тонн | Ведущие мировые производители грецких орехов в тысячах тонн | Ведущие мировые экспортёры в миллионах долларов США | Ведущие мировые экспортёры в миллионах долларов США |
| Страна                                                      | 1985 г.                                                     | 1995 г.                                                     | 2005 г.                                                     | 2009 г.                                                     | Страна                                              | 2021 г.                                             |
| ----------------------------------------------------------- | ----------------------------------------------------------- | ----------------------------------------------------------- | ----------------------------------------------------------- | ----------------------------------------------------------- | --------------------------------------------------- | --------------------------------------------------- |
| Китай                                                       | 122                                                         | 230                                                         | 499                                                         | 979                                                         | США                                                 | 1206                                                |
| США                                                         | 198                                                         | 212                                                         | 322                                                         | 376                                                         | Чили                                                | 446                                                 |
| Турция                                                      | 110                                                         | 110                                                         | 150                                                         | 177                                                         | Китай                                               | 242                                                 |
| Иран                                                        | 31                                                          | 119                                                         | 170                                                         | 141                                                         | Украина                                             | 162                                                 |
| Украина                                                     | н/д                                                         | 76                                                          | 91                                                          | 83                                                          | Германия                                            | 110                                                 |
| Мексика                                                     | 6                                                           | 6                                                           | 80                                                          | 70                                                          | Франция                                             | 83                                                  |
| Франция                                                     | 27                                                          | 22                                                          | 33                                                          | 41                                                          | Молдова                                             | 41                                                  |
| Румыния                                                     | 39                                                          | 22                                                          | 48                                                          | 38                                                          | Нидерланды                                          | 36                                                  |
| Индия                                                       | 15                                                          | 25                                                          | 32                                                          | 36                                                          | Румыния                                             | 31                                                  |
| Египет                                                      | н/д                                                         | н/д                                                         | 27                                                          | 27                                                          | Аргентина                                           | 26                                                  |
| Источник: Продовольственная организация ООН                 | Источник: Продовольственная организация ООН                 | Источник: Продовольственная организация ООН                 | Источник: Продовольственная организация ООН                 | Источник: Продовольственная организация ООН                 | Источник: Статистика глобальной торговли ООН        | Источник: Статистика глобальной торговли ООН        |

### Сорта

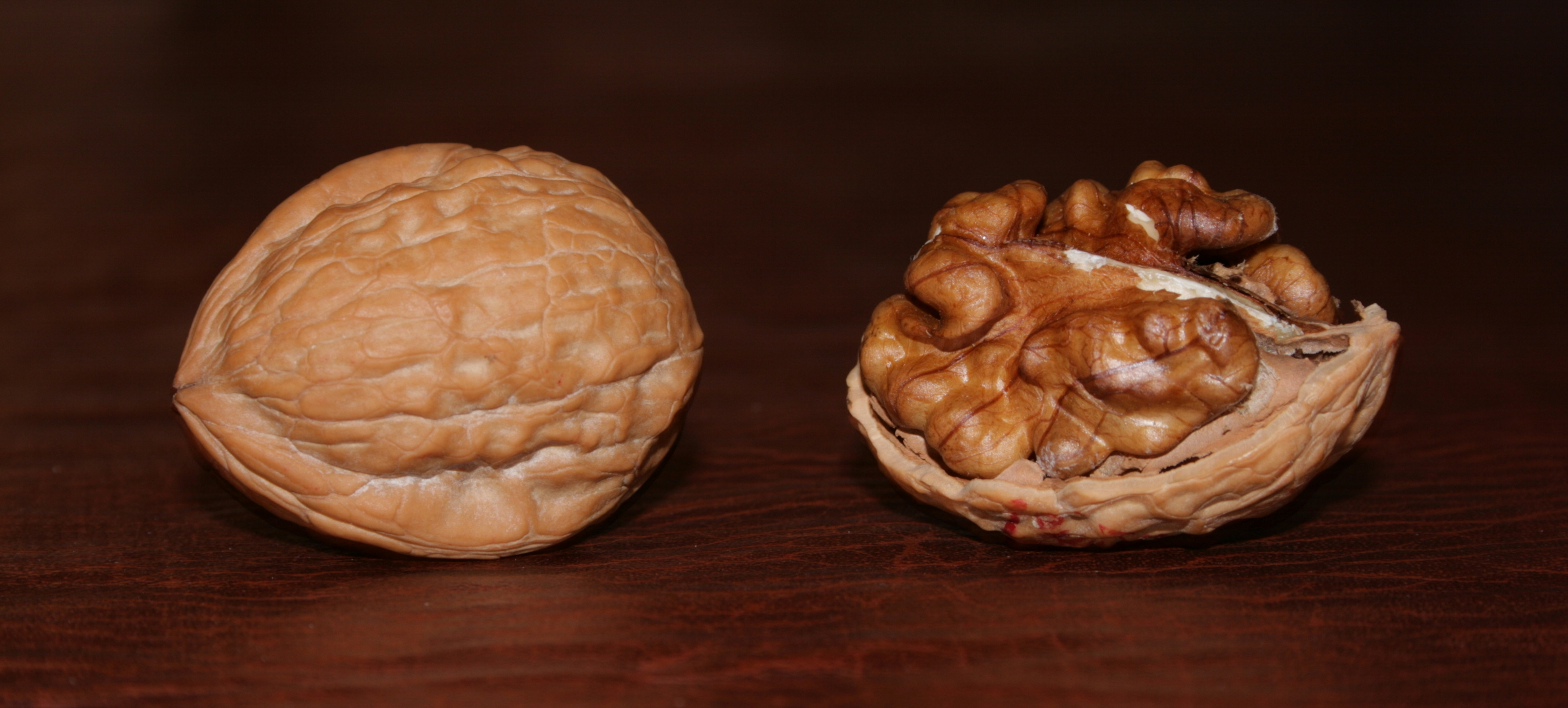
Косточка спелого плода и семя грецкого ореха

Семенная продуктивность отдельных деревьев в природе изменяется от 1 до 300 кг. В сомкнутых насаждениях урожай орехов с одного дерева редко превышает 40 кг, тогда как отдельные свободно стоящие деревья давали до 480 кг орехов. Наибольшие урожаи отмечены в возрасте 150—180 лет. В естественных насаждениях лишь 10—15 % деревьев плодоносят обильно; обычно урожай орехов в лесу колеблется от 6 до 300 кг/га (в среднем 120—200).
По сведениям ЭСБЕ, из сортов грецкого ореха наиболее распространён в Крыму был  'angulosa' (твёрдоскорлупный, или яглыджевюс) с твёрдокожими плодами средней величины, лучше других росший в южной России. Выше его по качествам плодов тонкокожий сорт  'tenera' (сетчатый, или джелтер-джевюс); затем следовали карга-бурун («вороний клюв») с остроконечными плодами и  'maxima' (каба-джевюс, или бомба) с весьма крупными плодами, но очень мелкими зёрнами или семенами, годными к употреблению только в свежем виде; его называли «ёлочный орех», он шёл на украшение новогодних ёлок. Замечателен также сорт  'serotina' (поздний, или орешник святого Иоанна), у которого поздно распускаются листья и появляются цветки, а потому менее страдающий, чем другие, от морозов, к влиянию которого грецкий орех вообще очень чувствителен; а также плодоносный  'praeparturiens' — малорослый, отличающийся ранним плодоношением — иногда в трёх-четырёхлетнем возрасте. Очень плодоносными считались также сорта  'racemosa' (кистеватый), у которого по 10-13 орехов сидят вместе в виде кисти, и  'microcarpa' (мелкоплодный); как декоративный сорт —  'heterophylla' (разнолистный) и американские разновидности ( 'cinerea',  'nigra' и другие).
Плодоношение у грецкого ореха начинается с 8—10-летнего возраста (при правильном формировании кроны и хорошем уходе плодоносят и с 4—5-летнего возраста), но более обильно с 15—20 лет и продолжается до 150—200 лет и более позднего возраста. Сбор орехов достигает в Молдове до 1,5—2 тысяч штук с дерева, в Винницкой и Хмельницкой областях Украины — до 25 килограммов, а иногда свыше 150 килограммов, в Крыму 25—40-летние деревья дают ежегодно 2—2,5 тысячи орехов.

### Разведение

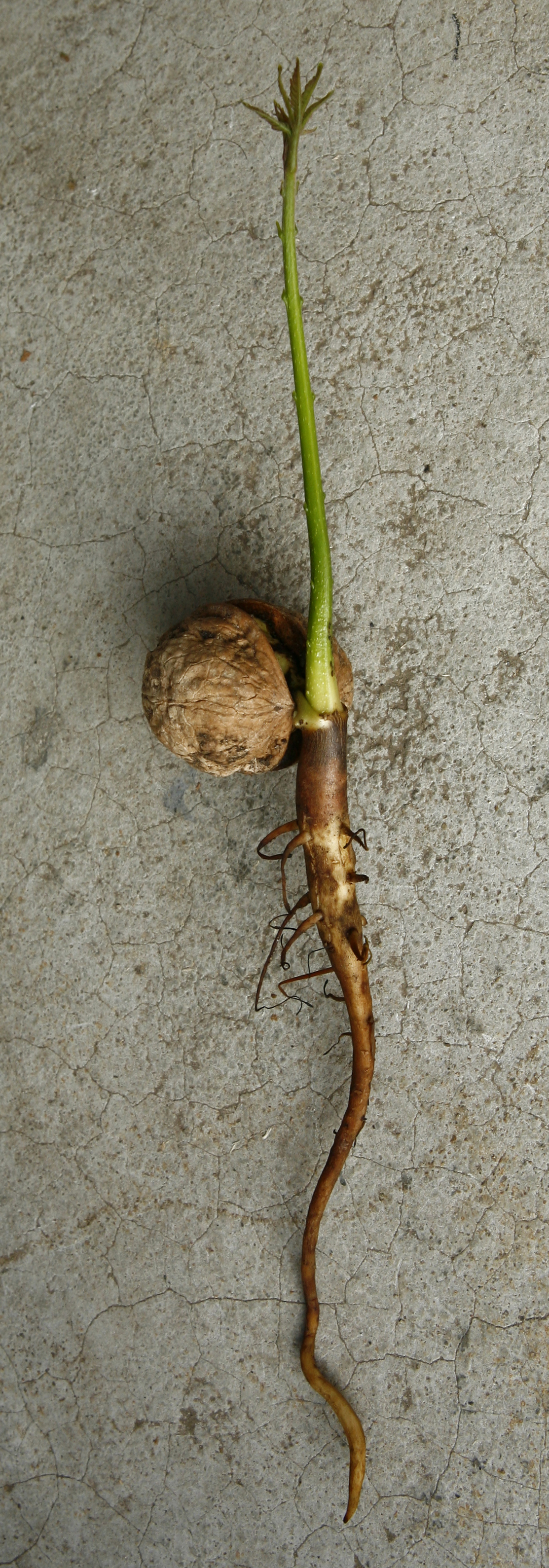
Проросток грецкого ореха

Грецкий орех разводился почти исключительно семенами; французскому садоводу Трейву удалось найти надёжный способ прививки ореха в расщеп к однолетним или двулетним сеянцам, высаживаемым вслед за прививкой в парник.
К почвам орех мало разборчив, хотя предпочитает глубокую и рыхлую песчанисто-каменистую почву, не очень сухую, притом изобилующую известью. Так как ореховое дерево слишком затеняет другие деревья, то его надо сажать на краю сада.
Созревание тычинок и пестиков у грецкого ореха происходит в разное время, что исключает самоопыление. Это свойство способствует перекрёстному опылению и получению полноценных орехов. У некоторых сортов сроки цветения женских и мужских цветков перекрываются, обычно это происходит, когда первыми зацветают женские цветки. Дерево, у которого первыми раскрываются мужские цветки, является самостерильным, так как серёжка может пылить от нескольких часов в жаркие дни до 7 дней в пасмурную погоду.
На седьмой-восьмой год дерево даёт плоды и сохраняет эту способность до конца жизни. Урожайность может достигать 25—30 центнеров с гектара.
Грецкий орех неприхотлив, не требует особого ухода. Пока деревья не начали полностью плодоносить, в междурядьях выращивают другие сельскохозяйственные культуры, например, кукурузу.

### Древесина

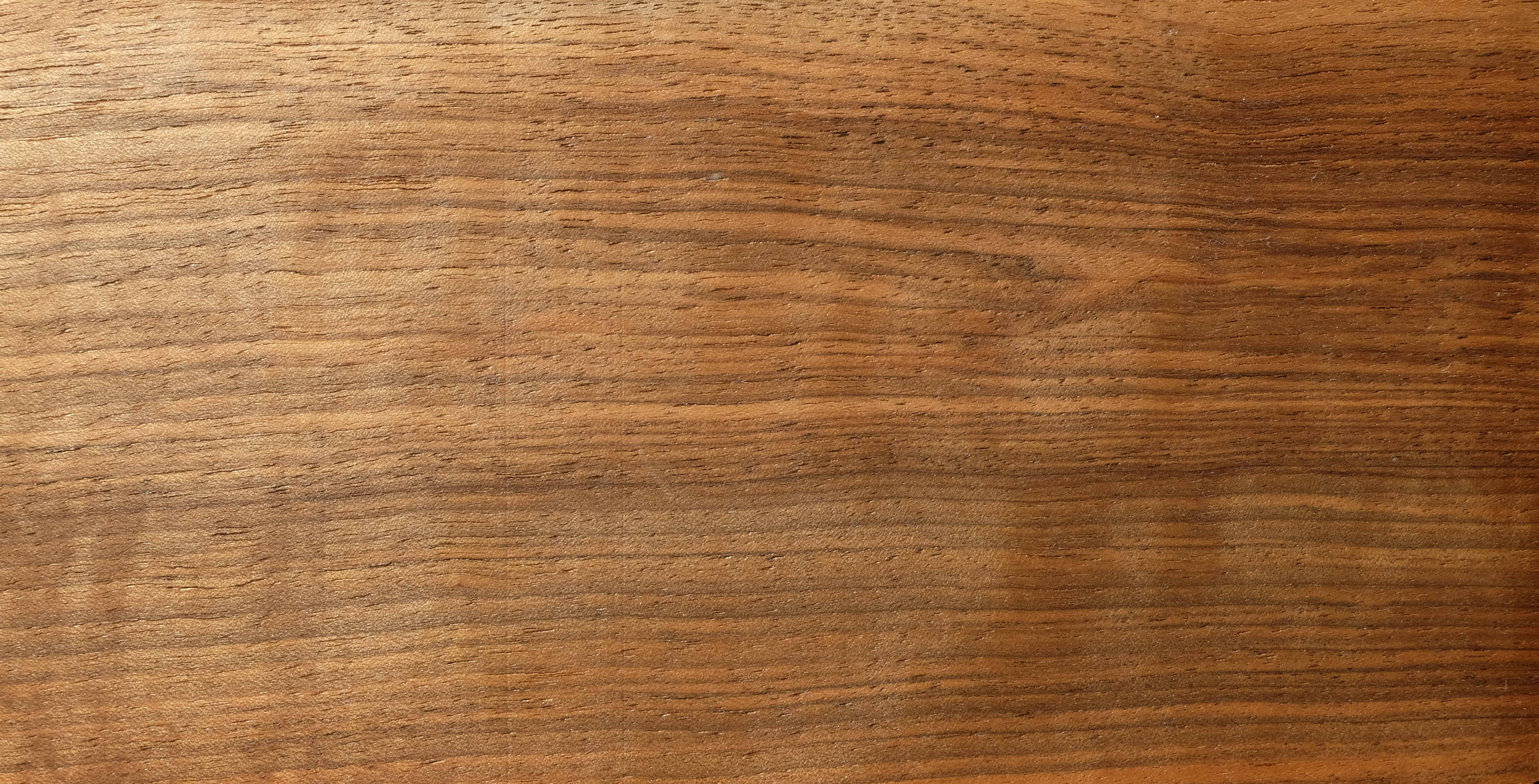
Продольный спил древесины грецкого ореха

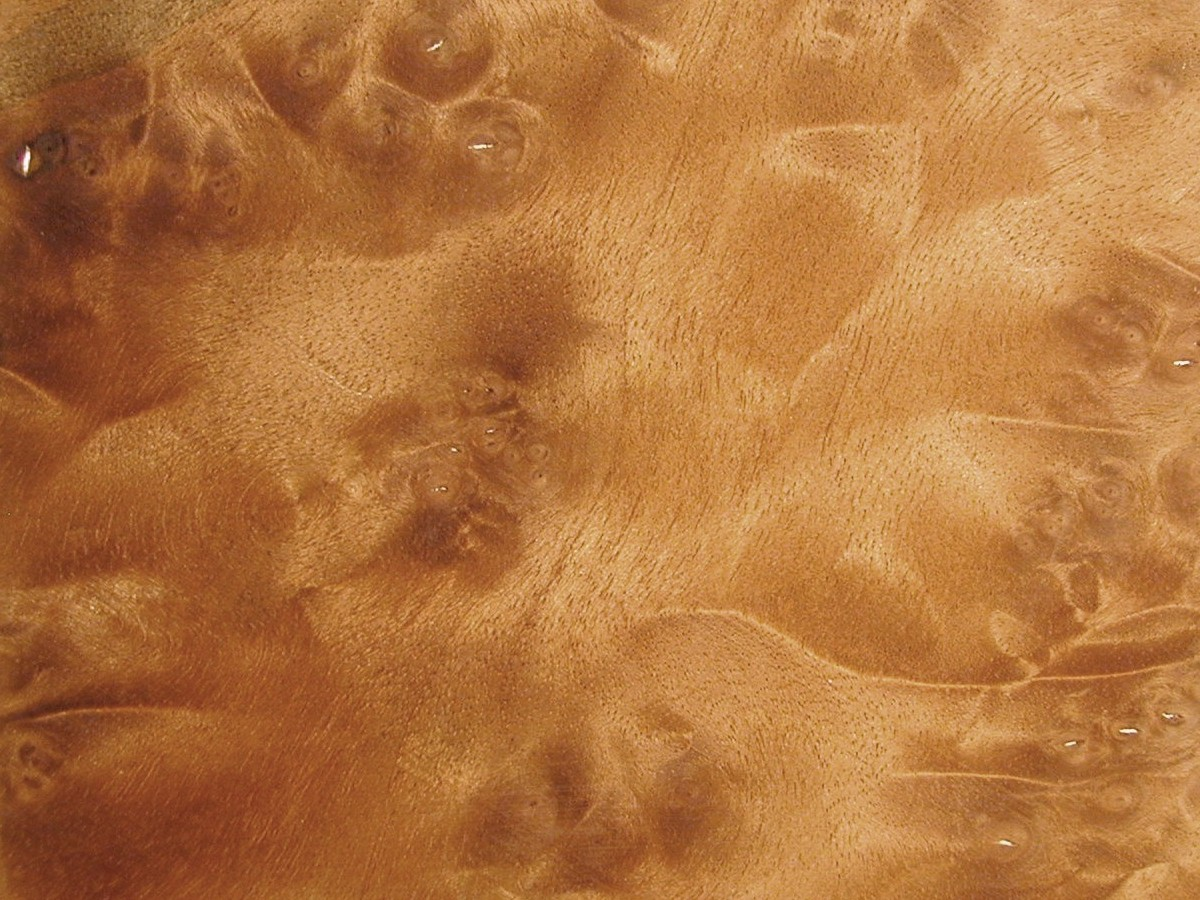
Шпон из капа грецкого ореха

Древесина грецкого ореха считается ценной породой дерева, применяемой для изготовления высококачественных предметов. Так как она является побочным продуктом выращивания грецких орехов, вследствие чего её поступление нерегулярно, предприятия, использующие эту древесину, немногочисленны и ориентированы на небольшие её объёмы. Для изготовления самого ценного, украшенного богатыми узорами шпона из свилеватой древесины, нередко используют самые нижние клубневидно утолщённые части ствола дерева.
Эта древесина используется для изготовления мебели, паркета, а также оформления интерьеров домов и автомобилей. Из-за высокой стоимости для этих целей обычно используется шпон. Кроме того, древесина ореха применяется для изготовления деревянных частей охотничьего оружия из-за высокой динамической прочности и минимальной склонности к растрескиванию. Существует мнение, что использование древесины ореха в оружейном производстве приводило к существенным сокращениям площади распространения деревьев в военные годы. Прежде из древесины грецкого ореха делали пропеллеры для самолётов.
Заболонь ореха имеет сероватый цвет (иногда с красноватым оттенком) и чётко отделена от тёмного ядра, которое может иметь очень разную окраску (от тёмно-серого до тёмно-коричневого). Цвет древесины часто зависит от места произрастания, в особенности — от климата и свойств почвы. На рынке различают места происхождения древесины. Так, «итальянский орех» имеет, по сравнению с орехом из Германии или Швейцарии, более красный оттенок и сложную структуру рисунка древесины. В Германии особенно ценился «кавказский орех» с его чёрной раскраской. Больший спрос существует на «французский орех» из-за его особенных расцветки и узора.
Древесина ореха полукольцепористая. Это значит, что ранний прирост с крупными порами отличается от позднего прироста с мелкими порами, но не так сильно, как у кольцепористых пород древесины. Вследствие этого на тангенциальном срезе древесины ореха возникает декоративный муаровый узор, а на радиальном — узор из полос. Кроме того, цвет ядровой древесины зачастую неравномерен, за счёт чего получаются поверхности со сложным узором текстуры, цвета и внутренней игрой света, которые особенно ценятся. Древесина ореха тонковолокнистая, имеет среднюю твёрдость и плотность, составляющую от 450 до 750 кг/м³. Древесина вязкая и прочная на изгиб, но не эластична. Устойчива к влаге, хорошо обрабатывается, окрашивается и полируется. При сушке сильно коробится, однако, в высушенном состоянии сохраняет форму.
В 100—120-летних древостоях с сомкнутостью крон 0,4—0,6 запас древесины составляет 100—200 м³/га.

### Промыслы
По сведениям ЭСБЕ, на Кавказе существовал промысел, основанный на срезании с орехового дерева наростов, высоко ценимых столярами. Обычно такие наросты были около 1,2 метра длиной и весом 330—660 кг, но встречались куски длиной 2,1 метра и весом 1300—1640 кг. В начале XX века экспорт таких наростов из России составлял около 1600 т на сумму свыше 250 000 рублей. Добыча наростов велась небрежно, в результате чего в большинстве случаев происходила гибель дерева.

## Прочие сведения
В энциклопедическом словаре Брокгауза и Ефрона приведено сообщение о том, что при церкви грузинского села Кехви (Горийский уезд Тифлисской губернии, ныне Цхинвальский район Южной Осетии) в 12 верстах (12,8 км) от Цхинвала рос грецкий орех высотой 84 фута (25,6 м) и обхватом 28 футов (8,5 м), в его тени могли укрыться до 200 всадников. Он давал ежегодно до 100 пудов (1,6 т) плодов. Во многих местах Закавказского края имелись подобные деревья.